# Jennifer Michael Hecht

Jennifer Michael Hecht (2005)

Jennifer Michael Hecht (* 23. November 1965 in Glen Cove, Long Island, New York) ist eine US-amerikanische Philosophie-Historikerin, Hochschullehrerin und Schriftstellerin.

## Leben
Hecht absolvierte ihr Studium zunächst an der Adelphi University und schloss es 1995 mit der Erringung des akademischen Doktorgrads in Geschichtswissenschaft an der Columbia University in New York City ab. Zusätzlich absolvierte sie einige Auslandssemester an der Université de Caen und der Université d’Angers. Am New York Institute for the Humanities approbierte man ihr den Fellow-Status als Forscherin. Als Hochschullehrerin ist sie tätig im Graduate Writing Program der New Yorker Universität The New School, wo sie Creative Writing in Poetry sowie Philosophie lehrt. Als Essayistin und Literaturkritikerin hat sie u. a. in der New York Times, The Washington Post sowie „The American Scholar“ publiziert. Als Kolumnistin war sie unter „Happy Days“ und „Times Select“ für die New York Times tätig.
Jennifer Michael Hecht lebt im New Yorker Innenstadtviertel Brooklyn, sie ist verheiratet und hat zwei Kinder.

## Werke (Auswahl)
- The Next Ancient World., Lyrik, Tupelo Press, 2001, ISBN 978-0-9710310-0-5.
- The End of the Soul: Scientific Modernity, Atheism, and Anthropology in France. Columbia University Press, New York City 2003, ISBN 978-0-231-12846-9
- Doubt: A History: The Great Doubters and Their Legacy of Innovation from Socrates and Jesus to Thomas Jefferson and Emily Dickinson. HarperOne, San Francisco 2003, ISBN 978-0-06-009772-1.
  - Dúvida: uma História, 2005 (Übersetzung ins Portugiesische/Brasilianische)
- Funny., Lyrik, University of Wisconsin Press, 2005, ISBN 978-0-299-21404-3.
- The Happiness Myth: The Historical Antidote to What Isn't Working Today. HarperOne, San Francisco 2008, ISBN 978-0-06-085950-3.
- Who Said., Lyrik, Copper Canyon Press, 2013, ISBN 978-1-55659-449-6.
- Stay: A History of Suicide and the Philosophies Against It. Yale University Press, New Haven 2014, ISBN 978-0-300-18608-6.

## Auszeichnungen (Auswahl)
- 2001 Poetry Book of the Year des ForeWord Magazine für The Next Ancient World
- 2001 Tupelo Press Judge's Prize für The Next Ancient World
- 2002 Norma Farber First Book Award der Poetry Society of America für The Next Ancient World[3]
- 2004 Ralph-Waldo-Emerson-Preis der Phi Beta Kappa Society für The End of the Soul[4]
- 2005 Felix Pollak Prize in Poetry für Funny[5]